# Johnny Sourou
Johnny Sourou de son vrai nom Hounkponou Djidjoho Jean, né le 1er septembre 1975 à Porto-Novo, est un artiste gospel et parolier béninois.

## Biographie
Né le 1er septembre 1975 à Porto-Novo, Johnny Sourou fait ses débuts dans le monde de la musique à l'âge de 12 ans, lorsqu'il rejoint une chorale. En 1992, il rejoint les rangs du groupe "Le Peuple de Dieu" sous la direction de l'artiste John Migan, avec qui il travaille sur plusieurs albums. En 2001, après une série de collaborations, Johnny Sourou décide de se lancer en solo. Il sort alors quatre albums avec son orchestre dont "Joie éternelle" en 2002 et "Sa Koyisé" en 2010.

## Carrière musicale
Avant de se lancer dans une carrière artistique, Johnny commence son parcours musical en rejoignant la chorale des enfants de l'Église Apostolique de Davie à Porto-Novo dès l'âge de 12 ans. Cinq ans plus tard, il intègre le groupe "Le Peuple de Dieu", sous la direction de l'artiste John Migan, avec qui il collabore sur plusieurs albums, une collaboration qui dure pendant 8 ans. Par la suite, Johnny forme un groupe appelé "Les Psalmistes" en compagnie de Sem Dossou et Désiré Kindomehou, ce qui aboutit à la réalisation de l'album "Victoire" en 2000.
Son parcours musical l'amène à faire partie brièvement du groupe Konkarde de Porto-Novo, ainsi que de divers ensembles musicaux avec lesquels il professe sa foi par sa musique. Par la suite, Johnny décide de poursuivre une carrière en solo, formant son propre groupe musical, "In God We Trust" qui l'accompagne dans la production de ses albums. 
Son premier album, "Joie éternelle", est publié en 2002. Johny Sourou continue son ascension, démontrant un engagement constant dans son ministère de la louange envers Dieu.

## Distinctions
- En décembre 2003, il est honoré du trophée HOSANNA, qui reconnaît son talent en tant que meilleur artiste espoir dans le domaine du gospel au Bénin. En décembre 2007, il remporte à nouveau le trophée HOSANNA, cette fois-ci comme meilleur artiste du gospel moderne au Bénin.

- En janvier 2008, il est récipiendaire du trophée Tam-tam d’Afrique, une marque de reconnaissance pour ses contributions dans le domaine musical. En décembre 2012, il est distingué avec le trophée de soutien espoir lors d'un événement au Nigeria[3].

## Vie privée
Johnny Sourou est marié et père de deux enfants.

## Discographie
Il a réalisé quatre albums,:
- "Joie éternelle" en 2002[6]
- "Avi madémè" en 2007[7]
- "Baba oshé (M’balax)" en 2007
- "Sa Koyisé" en 2010